# Gnophos minor
Gnophos minor là một loài bướm đêm trong họ Geometridae.